# Jeju (città)
Jeju (Jeju-si; in coreano 제주시), è il capoluogo della provincia sudcoreana autonoma dell'isola di Jeju. Ha una popolazione di 482 932 abitanti ed è la principale città dell'isola. Città principalmente turistica, nel 2006 è stata unita alla contea di Bukjeju per formare un'unica entità amministrativa nella parte settentrionale dell'isola.

## Storia
La storia della città di Jeju è legata alla storia dell'omonima isola. Secondo la mitologia dei Samseonghyeol, tre semidei emersero dalla terra e, vestiti di pelli, iniziarono a cacciare sull'isola e, in seguito, sposarono tre principesse venute dal mare e sbarcate sulla parte orientale dell'isola, che insegnarono loro come coltivare la terra.
Facente parte del regno di Tamna sin dal 57 a.C., seguì le varie vicissitudini del periodo dei Tre regni di Corea. Inizialmente legato al regno di Baekje, quando questo venne conquistato dal regno di Silla, l'isola si sottomise al nuovo regno. Dopo la caduta di Silla, l'isola passò sotto il controllo del regno di Goryeo nel 938, per poi esserne definitivamente annesso nel 1105, con l'istituzione della provincia di Tamna. Con l'avvento del regno Joseon alla fine del XIV secolo venne istituita nel 1397 la provincia di Jeju dal re Taejo di Joseon.
L'isola fu caratterizzata da delle ribellioni popolari nel corso del XIX e XX secolo. Dopo una serie di ribellioni nella prima metà del XIX secolo, tutte prontamente soffocate dal governo coreano, nel 1897 un nuovo aumento delle tasse sugli isolani generò un malcontento che sfocio in un'ampia ribellione nel marzo 1898. I ribelli presero il controllo dell'isola e il governo coreano fu costretto a inviare truppe per soffocare la rivolta e riprendere il controllo dell'isola.
Una nuova rivolta si ebbe nel 1901 a causa del nuovo aumento delle tasse, e lo scontro si rivolse anche verso gli isolani di religione cristiana poiché gli esattori delle tasse inviati dal governo coreano erano cristiani e si era sparsa la voce che fossero esentati dal pagamento delle stesse tasse. Anche in questa occasione, dopo che i ribelli ebbero preso il controllo dell'isola, il governo centrale inviò delle truppe a ristabilire l'ordine grazie anche al supporto della Francia, che aveva messo pressione per la liberazione di due missionari francesi presi in ostaggio dai ribelli. Nel 1910 sotto la dominazione giapponese la città e l'isola passarono sotto il controllo nipponico.
Nel 1945 con la fine della seconda guerra mondiale Jeju entrò a far parte della Corea del Sud. Tra il 3 aprile 1948 e il maggio del 1949 ebbe un'insurrezione, che divenne poi nota come massacro di Jeju. In un clima di crescente tensione legato alla divisione della penisola in due nazioni, il 3 aprile 1948 scoppiò sull'isola una sollevazione popolare contro il governo militare statunitense, fomentata dal partito comunista coreano. La ribellione, alla quale si unirono anche soldati ammutinati, fronteggiò le truppe inviate dal governo centrale, per poi essere repressa nel sangue. La ribellione costò la vita a decine di migliaia di cittadini sia durante gli scontri sia a ostilità finite dopo essere stati catturati e rinchiusi nei campi di prigionia governativi.
Il 1º settembre 1955 venne istituita la città di Jeju, venendo così separata dalla contea di Bukjeju. Nel luglio 2006 venne approvata l'accorpamento della contea di Bukjeju alla città di Jeju, assieme anche all'accorpamento della contea di Namjeju alla città di Seogwipo, così da avere due sole entità amministrative sull'isola.

### Simboli
Il simbolo della città di Jeju è caratterizzato da una serie di strisce colorate oblique e sovrapposte. In primo piano due strisce blu a forma di lambda maiuscola simboleggiano la città come porta di accesso all'isola di Jeju; le due strisce verdi simboleggiano l'ambiente pulito e una crescita armoniosa; le due strisce simboleggiano la cultura; in arancione sullo sfondo è simboleggiato il monte Halla, la cima più elevata dell'isola e di tutta la Corea del Sud. Il cerchio blu circostante rappresenta il mondo e, quindi, la volontà della città di Jeju di orientare il proprio futuro verso il mondo. Inoltre, sono stati definiti anche dei simboli naturali della città: il narciso come fiore della città, la cettia della Manciuria come uccello della città, il ciliegio Yoshino come albero della città, il capriolo come animale della città.

## Geografia antropica

### Suddivisioni amministrative

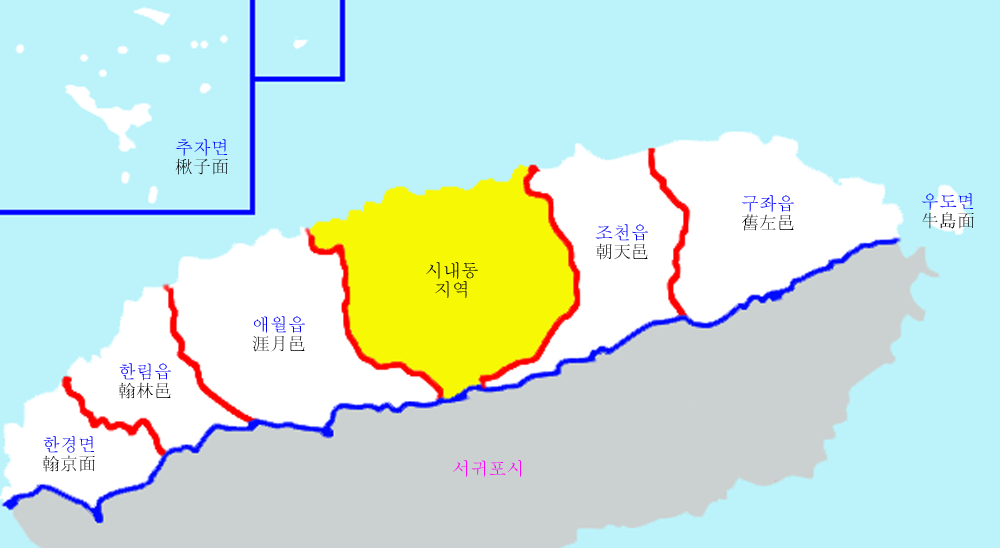
Suddivisioni amministrative della città di Jeju. In giallo il nucleo originario della città, suddiviso a sua volta in 19 quartieri (dong).

La città di Jeju è suddivisa in 19 quartieri (동, dong), in 3 municipalità (면, myeon) e in 4 villaggi (읍, eup). Municipalità e villaggi rappresentano i territori della precedente contea di Bukjeju, mentre il nucleo originario della città di Jeju è suddiviso nei 19 quartieri.
Lista dei 19 quartieri (dong):
- Ara-dong (아라동),
- Bonggae-dong (봉개동),
- Dodu-dong (도두동),
- Geonip-dong (건입동),
- Hwabuk-dong (화북동),
- Ido-1-dong (이도1동),
- Ido-2-dong (이도2동),
- Iho-dong (이호동),
- Ildo-1-dong (일도1동),
- Ildo-2-dong (일도2동),
- Nohyeong-dong (노형동),
- Oedo-dong (외도동),
- Ora-dong (오라동),
- Samdo-1-dong (삼도1동),
- Samdo-2-dong (삼도2동),
- Samyang-dong (삼양동),
- Yeon-dong (연동),
- Yongdam-1-dong (용담1동),
- Yongdam-2-dong (용담2동).

Lista delle 3 municipalità (myeon):
- Chuja-myeon (추자면),
- Hangyeong-myeon (한경면),
- Udo-myeon (우도면).

Lista dei 4 villaggi (eup):
- Aeweol-eup (애월읍),
- Gujwa-eup (구좌읍),
- Hanrim-eup (한림읍),
- Jocheon-eup (조천읍).

## Economia
L'economia della città è prevalentemente legata al turismo rispetto al settore primario, agricoltura e pesca, con circa 10 milioni di turisti all'anno sull'intera isola, dei quali il 70% circa coreani. Il turismo fa leva sul clima subtropicale, sulle spiagge e sulla natura vulcanica dell'isola. Il monte Halla, la cima più elevata dell'isola, è tra le principali attrazioni per le escursioni.
Nel corso degli ultimi anni la città, come tutta l'isola, ha conosciuto una crescita economica doppia rispetto ai tassi di crescita nazionale. Alcune aziende si sono trasferite sull'isola, promuovendo un rinnovato schema di sviluppo economico, determinando anche una crescita demografica e un incremento dei prezzi delle case. Lo stesso governo coreano ha incentivato lo sviluppo economico di Jeju, promuovendo la città come sede di conferenze ed esibizioni internazionali, realizzando un centro congressi, l'ICC Jeju, che nel 2009 ha ospitato il summit tra l'ASEAN e la Corea del Sud.

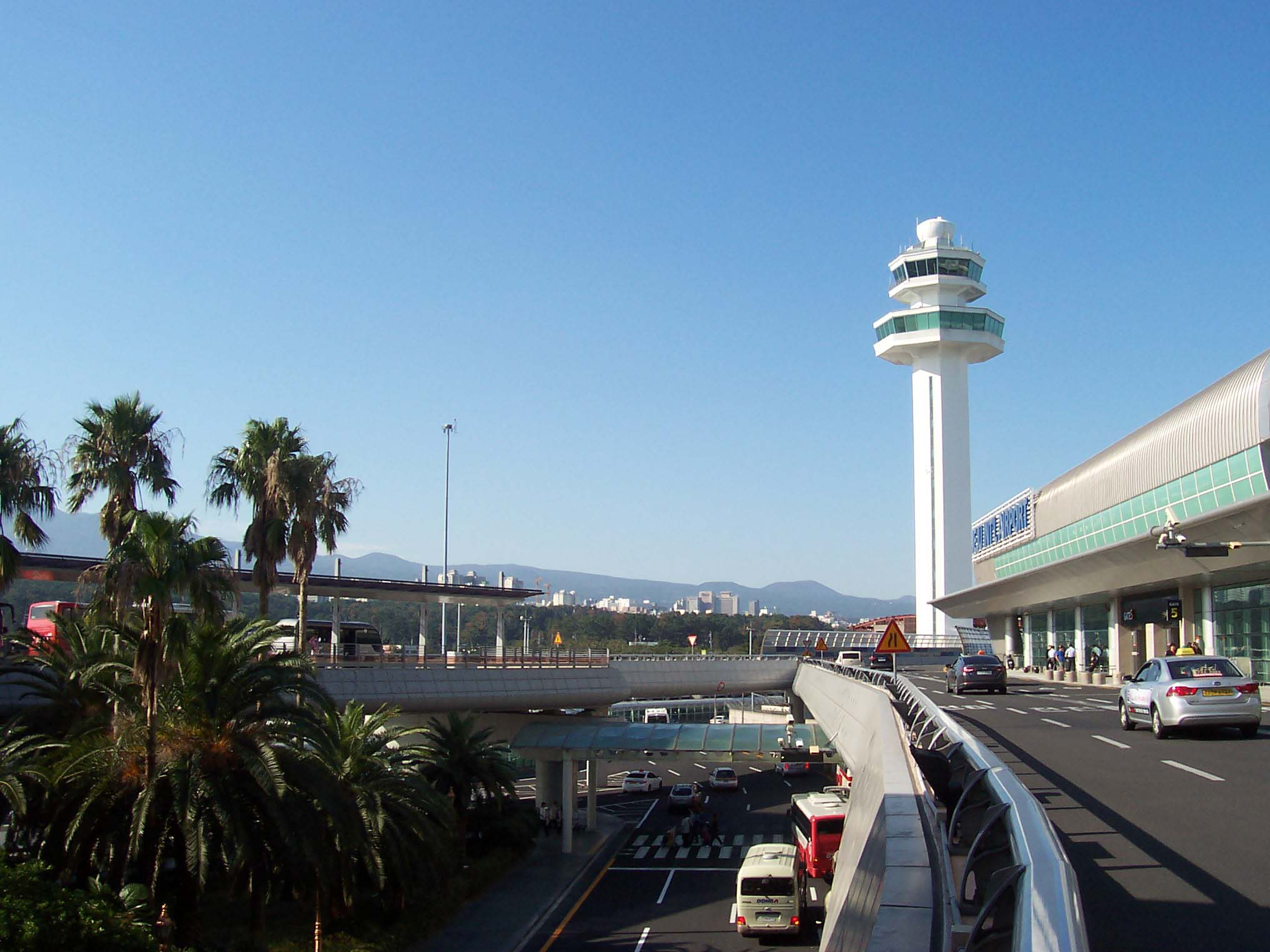
Aeroporto internazionale di Jeju.

## Infrastrutture e trasporti
L'aeroporto Internazionale di Jeju è l'unico aeroporto dell'isola. La rotta tra Jeju e Seul è risultata essere la più trafficata al mondo, con circa 9,9 milioni di passeggeri viaggianti in entrambe le direzioni nel 2011. Il porto della città è anche il più grande dell'isola e copre la maggior parte del traffico di passeggeri e di merci.

## Sport
Nella città si Jeju ha sede il Jeju SK FC, società calcistica di proprietà del gruppo SK, fondata nel 1982 e membro fondatore della K-League, ma trasferitasi sull'isola dalla capitale Seul nel 2006.